# Andrea Mateo d'Acquaviva
|  | Per a altres significats, vegeu «Andrea Mateo Acquaviva». |

Andrea Mateo d'Acquaviva (1456-1528) fou un literat i il·lustre protector de les ciències. Duc d'Atri i príncep de Teramo, en el Regne de Nàpols. Combatí a Òtranto contra els turcs al costat del seu germà Belisari Acquaviva, i després prengué el partit de Carles VIII de França i fou enviat com a lloctinent general contra els venecians en la guerra contra el Regne de França i Espanya. Fet presoner pel Gran Capitán en l'última de les dues batalles en què es trobà, va romandre tres anys presoner. Recobrada la llibertat en virtut del tractat de Segòvia, mitjançant un crescut rescat, preferí el repòs de les ciències al tumult de les armes. Compongué una Enciclopèdia, uns Comentaris sobre la "Moralia" de Plutarc, fundà una magnífica impremta en el seu palau i publicà al seu càrrec les obres de Jacopo Sannazzaro i altres importants treballs